# Лезгины в США
Лезгины в США или Американские Лезгины (лезг. Лезгияр Америкайра) — лезгинская диаспора появившаяся в США. На 2024 год лезгин в США насчитывало 3826 человек либо около 500 семей, из которых большинство проживает в штате Нью-Йорк, а также в Калифорнии. В Америке существует одна из самых быстрорастущих лезгинских диаспор которая сохраняет свои культурные традиции, религию и язык.

## История
Первая крупная волна лезгин прибыла в США в 1940-х и 1950-х годах, когда многие лезгинские эмигранты и военнопленные покинули Советский Союз во время и после Второй мировой войны.
Вторая волна произошла 19 июня 1989 года после конфликта в Новом Узене, 9191 казахстанских лезгин покинули Казахстан, часть из которых иммигрировало в США, большинство в штат Нью-Йорк а также в штате Массачусетс в город Бостон.
Третья волна началась после 2022 года, в связи с Вторжение России на Украину.

## Культура
Согласно переписи 2005 года, на лезгинском языке говорят примерно в 500 домохозяйствах среди всего населения США , и в 100 домохозяйствах только в Нью-Йорке в семьях с высоким уровнем двуязычия, лезгинским и английским. Эти данные показывают, что многие носители лезгинского происхождения продолжают говорить на своем языке дома, несмотря на то, что они являются двуязычными. Количество домохозяйств, владеющих английским языком и использующих лезгинский как домашний язык, превышает количество семей, которые полностью перешли на английский. В этом смысле усилия лезгинской американской общины и школы, которые обслуживают лезгинскую общину в США, несут ответственность за сохранение лезгинского языка и замедление ассимиляции. Подробное исследование документировало усилия школ по распространению языка и культуры лезгинской американской общины и доступно в виде докторской диссертации, книги, глав книг и журнальных статей. В Атласе языков мира, находящихся под угрозой исчезновения, ЮНЕСКО классифицирует лезгинский язык как «уязвимый» .

## Известные люди
- Рахим Бабаев (Нью-Джерси, США).
- Икрам Сабирович Алискеров , профессиональный боец смешанных единоборств и бывший боец по боевому самбо , выступающий в среднем весе Ultimate Fighting Championship (UFC).
- Видади Юсибов  Исполнительный директор Центра молекулярной биотехнологии Фраунгофера в США.
- Тамара Керимова — президент TransAtlantic Partners, LLC, основатель Intertorg Inc. в 1972 году, а также основатель и генеральный директор Club Solvero for Business.
- Эльдар Махсумов Доктор экономических наук, профессор Бостонского университета.
- Махир Багиров доктор медицинских наук. Махир работает в ведущем медицинском учреждении США «EMORU». Является практикующим ученым - гистологом.
- Тажиб Ахмедханович Мирзабеков Генеральный директор и ведущий научный сотрудник MSM Protein Technologies Inc., вице-президент по исследованиям и разработкам Multispan Inc.
- Тауфик Ханмагомедов (Ханмамедов) — американский учёный-химик. Впервые в мировой практике им были предложены новые схемы образования циклической серы в форме S6 и S8 на поверхности катализатора в реакторах установок Клауса и окисления водорода.
- Ислам Магомедов (Мамедов) — профессиональный боец смешанных единоборств . В настоящее время выступает в легком весе Bellator MMA .